# Demi Moore
Demi Gene Guynes (AFI: [dəˈmiː]; də-MEE; nascida em Roswell, Novo México, Estados Unidos, em 11 de novembro de 1962), mais conhecida como Demi Moore, é uma atriz, produtora, diretora e modelo norte-americana. Depois de ganhar destaque no final dos anos 1980 e início dos anos 1990, Moore se tornou a atriz mais bem paga do mundo em 1995. Ficou mundialmente conhecida ao estrelar o filme Ghost (1990). Seus outros trabalhos incluem A Few Good Men (1992), Indecent Proposal (1993), Disclosure (1994), The Scarlet Letter e Now and Then (ambos de 1995), Striptease (1996), G.I. Jane (1997), Charlie's Angels: Full Throttle (2003), Bobby (2006), Mr. Brooks (2007) e Margin Call (2011). Ela também foi responsável pela dublagem da personagem Esmeralda na animação da Disney O Corcunda de Notre Dame (1996). Demi já foi indicada a um Emmy Awards e venceu um Golden Globe Awards.
No final da década de 1990, Demi viu sua carreira entrar em declínio após alguns fracassos de bilheterias e crítica, principalmente por "Striptease", após isso, ela se retira dos grandes holofotes, voltando anos mais tarde em produções menores. Em 2019, seu livro de memórias Inside Out, se tornou um best-seller do The New York Times.
Em 2024, Demi fez um grande retorno de carreira no cinema com o filme "A Substância", um body horror da diretora Coralie Fargeat, que teve sua estreia no Festival de Cannes e foi ovacionado por 13 minutos consecutivos. Após críticas positivas ao seu trabalho, ela entrou pela primeira vez no radar das grandes premiações do cinema americano, vencendo um Globo de Ouro de Melhor Atriz/Comédia ou Musical e recebendo sua primeira indicação ao Oscar e BAFTA.

## Biografia
Demi Moore nasceu em 11 de novembro de 1962, em Roswell, Novo México. Na infância, ela teve estrabismo, que foi corrigido com duas cirurgias e também sofreu de disfunção renal. Seu pai biológico, Charles Foster Harmon, era aviador da Força Aérea dos Estados Unidos, e abandonou sua mãe Virginia, então com 18 anos, pouco antes de Demi nascer, depois de um casamento de dois meses. Sua mãe casou-se com Danny Guynes, um publicitário que frequentemente mudava de emprego, fazendo sua família se mudar várias vezes. Ela tem um meio-irmão chamado Morgan, nascido em 1967. Dan e Virginia, se casaram e se divorciaram duas vezes. Em 20 de outubro de 1980, um ano após o segundo divórcio, Dan cometeu suicídio. Demi achou que Dan fosse seu pai verdadeiro até os 13 anos, quando achou uma certidão de casamento nas coisas de sua mãe e a confrontou. Seu pai biológico morreu de câncer de fígado em 1997.
Demi e sua mãe tiveram um relacionamento conturbado: Virginia era alcoólatra e viciada em drogas, tinha um longo histórico de prisões, overdoses e tentativas de suicídio, que Demi presenciou. Demi começou a frequentar bares com sua mãe ainda criança; em uma dessas noites, aos 15 anos, Demi foi estuprada, e o homem que a violentou perguntou a ela como era ser "prostituta de sua mãe" por US$ 500 dólares. Ela rompeu o contato com sua mãe em 1989. Em 1993, Virginia posou nua para a revista High Society, onde ela parodiou a famosa capa de sua filha grávida na Vanity Fair e a cena de argila de Ghost. Demi e sua mãe se reconciliaram pouco antes dela morrer de um tumor cerebral em 2 de julho de 1998.
Ao 15 anos, Demi e sua família se mudaram para West Hollywood, Califórnia, onde sua mãe conseguiu um emprego trabalhando para uma empresa de distribuição de revistas. Em novembro de 1978, Moore foi morar com o guitarrista Tom Dunston, de 28 anos, abandonando o ensino médio no primeiro ano para trabalhar como recepcionista na 20th Century Fox — um emprego obtido por meio da mãe de Dunston, que era assistente executiva do produtor Douglas S. Cramer. Ela assinou com a Elite Modeling Agency, depois se matriculou em aulas de atuação após receber um conselho de sua vizinha, a estrela alemã de 17 anos Nastassja Kinski.

## Carreira

### 1981—1989: Primeiros papeis,Brat Packe reconhecimento

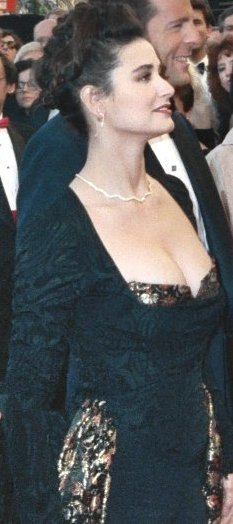
Demi ao lado do então marido, Bruce Willis, na 61ª Edição do Oscar, em 1989.

Demi co-escreveu três músicas com Freddy Moore e apareceu no videoclipe de "It's Not a Rumor", interpretada por sua banda, The Nu-Kats. Ela apareceu na capa da edição de janeiro de 1981 da revista adulta Oui, na qual ela posou nua.
Moore fez sua estreia no cinema em 1981, no filme de drama esportivo Choices. Seu segundo longa foi o terror de ficção científica Parasite em 1982. No mesmo ano, Moore se juntou ao elenco da soap opera General Hospital, desempenhando o papel da repórter investigativa Jackie Templeton até 1983. Nessa época, ela fez testes para o papel principal do filme Flashdance, porém sem sucesso. Ficou conhecida por ser membra do clube do Brat Pack, o "Brat Pack" foi um apelido dado a um grupo de jovens atores e atrizes que frequentemente apareciam juntos em filmes para adolescentes nos anos 80, a maioria dos membros do grupo vieram dos filmes do diretor John Hughes, The Breakfast Club, e do diretor Joel Schumacher, St. Elmo's Fire, Demi era uma das membras feminina mais citadas assim como Emilio Estevez, Anthony Michael Hall, Rob Lowe, Andrew McCarthy, Judd Nelson, Molly Ringwald e Ally Sheedy.
Em 1984, Moore ganhou mais popularidade após atuar nas comédias Blame It on Rio e No Small Affair. Em 1985, foi escolhida pelo diretor Joel Schumacher para o papel de uma viciada no filme O Primeiro Ano do Resto de Nossas Vidas, que foi um sucesso de bilheteria. No ano seguinte, ela progrediu para um material mais sério com About Last Night..., onde sua atuação foi elogiada pela critica; E também fez sua estreia profissional no palco em The Early Girl, uma produção off-Broadway. Em 1988, Moore interpretou uma mãe no drama apocalíptico The Seventh Sign, e em 1989, ela interpretou uma lavadeira de raciocínio rápido e prostituta de meio período em We're No Angels, ao lado de Robert De Niro.

### 1990—1999: Reconhecimento Internacional, atriz estabelecida,GhosteStriptease
Moore viu sua carreira decolar em 1990, quando estrelou ao lado de Patrick Swayze o filme Ghost, que lhe rendeu reconhecimento mundial. Ela interpretou uma jovem em perigo, que é protegida pelo fantasma de seu namorado recém assassinado com a ajuda de um vidente relutante. A cena de amor entre Moore e Swayze que começa em frente a uma roda de oleiro ao som de "Unchained Melody" se tornou um momento icônico na história do cinema. Ghost foi o filme de maior bilheteria de 1990, bem como o VHS mais alugado de 1991. Também foi aclamado pela critica, sendo indicado ao Oscar de Melhor Filme, enquanto a atuação de Moore lhe rendeu um Prêmio Saturno de Melhor Atriz e uma indicação ao Globo de Ouro. O corte de cabelo curto usado por Demi, se tornou tendência entre as mulheres.
Em agosto de 1991, Demi apareceu nua na capa da revista Vanity Fair, grávida de sete meses de sua segunda filha, Scout LaRue Willis. A capa da revista se tornou uma das mais famosas de todos os tempos. Ainda em 1991, Moore estrelou a comédia de terror Nothing but Trouble, coproduziu e atuou no thriller de mistério Mortal Thoughts, e apareceu loira pela primeira vez na comédia romântica The Butcher's Wife; Porém, os três filmes foram decepções comerciais. Em agosto de 1992, Moore apareceu novamente na capa da Vanity Fair, para comemorar um ano de seu icônico ensaio, desta vez modelando para a artista de pintura corporal Joanne Gair, no ensaio intitulado, Demi's Birthday Suit. Moore manteve seu status de estrela com seus papéis principais em A Few Good Men (1992), Indecent Proposal (1993), e Disclosure (1994), todos foram sucessos de bilheteria.
Em 1995, Moore se tornou a atriz mais bem paga de Hollywood. O drama Now and Then (1995), estrelado por ela outras atrizes famosas, obteve um sucesso moderado de bilheteria, no entanto, ela posteriormente teve uma série de filmes malsucedidos, começando com o remake de The Scarlet Letter (1995), na qual sua interpretação de Hester Prynne foi recebida com duras críticas. Em 1996, Moore recebeu um salário recorde de 12,5 milhões dólares para estrelar o longa Striptease. Muita comoção foi feita sobre o filme, que conseguiu sucesso financeiro, mas foi detonado pela crítica, principalmente pelo desempenho de Moore, que recebeu um Framboesa de Ouro de Pior Atriz. No mesmo ano, ela estrelou o thriller The Juror, um fracasso de bilheteria e crítica, e produziu e estrelou uma minissérie para a HBO chamada If These Walls Could Talk, uma antologia de três partes sobre aborto, ao lado de Sissy Spacek e Cher. Moore interpretou uma enfermeira viúva no início dos anos 1950 em busca de um aborto clandestino. Ela recebeu uma indicação ao Globo de Ouro de Melhor Atriz em Minissérie ou Filme para Televisão. Também em 1996, ela forneceu a voz da bela Esmeralda na animação Disney O Corcunda de Notre Dame.
Em 1997, Moore raspou a cabeça para interpretar a primeira mulher a passar pelo treinamento no Navy SEALs em G.I. Jane, de Ridley Scott. Durante a produção desse filme, foi relatado que Moore havia ordenado aos chefes de estúdio que fretassem dois aviões para ela e sua comitiva, o que reforçou sua reputação negativa de "diva"  — ela havia recusado anteriormente o papel principal em Enquanto Você Dormia, porque o estúdio se recusou a atender às suas exigências. No mesmo ano, Moore assumiu o papel de uma psiquiatra judia em Deconstructing Harry, de Woody Allen. Depois, Moore se retirou dos holofotes e se mudou para Hailey, Idaho, para se dedicar à criação de suas três filhas em tempo integral.

### 2000—2009:  Criticas e Pausa na carreira
Em 2000, após três anos afastada, Demi ressurgiu no drama psicológico Passion of Mind. Sua atuação como uma mulher com transtorno dissociativo de identidade foi bem recebida, mas o filme em si recebeu críticas negativas, então ela retomou a seu hiato de carreira e continuou a recusar ofertas de filmes. Moore retornou às telas em 2003, interpretando uma vilã no filme Charlie's Angels: Full Throttle.
Três anos depois, Moore voltou com o filme Bobby (2006), dirigido por seu ex-noivo Emilio Estevez. No longa ela interpreta uma cantora alcoólatra cuja carreira está em declínio. Como membro do elenco, ela foi indicada ao Screen Actors Guild Award de Melhor Elenco em um Filme, e ganhou o prêmio do Festival de Cinema de Hollywood de Melhor Elenco. Ainda em 2006, Moore atuou como uma romancista enlutada e atormentada no thriller de mistério Half Light, e no ano seguinte, assumiu o papel de uma policial que investiga um serial killer no thriller psicológico Mr. Brooks (2007), atuando com Kevin Costner. Em 2008, se juntou a Michael Caine, no filme de drama policial britânico Flawless, interpretando uma executiva americana ajudando a roubar um punhado de diamantes durante a década de 1960. Moore recebeu críticas positivas.

### 2010—2019: Retorno e filmes independentes
Em 2010, Moore assumiu o papel de uma filha ajudando seu pai a lidar com problemas de saúde relacionados à idade na comédia dramática Happy Tears, e estrelou como a matriarca de uma família que se muda para um bairro suburbano na comédia The Joneses. Em 2011, interpretou uma diretora de gestão de risco em um grande banco de investimento de Wall Street durante os estágios iniciais da crise financeira de 2007-08 no drama corporativo aclamado pela crítica Margin Call. Também em 2011, Moore recebeu uma indicação ao prêmio Directors Guild of America de Melhor Direção - Minissérie ou Filme para TV por seu trabalho como diretora em um segmento do filme antológico Five da Lifetime, e estrelou a comédia de Sam Levinson, Another Happy Day.
Em 2012, Moore apareceu como mãe da personagem de Miley Cyrus no filme adolescente LOL. Ela desempenhou um papel semelhante em seu próximo filme Very Good Girls (2013), estrelado por Dakota Fanning e Elizabeth Olsen. Seu  próximo papel foi como uma antiga paixão de um assassino no drama de faroeste Forsaken (2015), com Donald Sutherland e Kiefer Sutherland, seguido pelo papel da filha de um professor aposentado do ensino médio na comédia Wild Oats, que estreou na Lifetime em agosto de 2016. Seu próximo filme, foi o drama Blind (2017), onde Moore estrelou ao lado de Alec Baldwin, retratando a esposa negligenciada de um empresário, que acabada tendo um caso com um romancista que ficou cego em um acidente de carro.
Em 2017, ela se juntou ao elenco da série Empire, no papel recorrente de uma enfermeira com um passado misterioso. Também estrelou a comédia Rough Night. Em 2018, ela interpretou Selma no filme de drama indiano Love Sonia, que conta a história da jornada de uma jovem para resgatar sua irmã do mundo do tráfico sexual internacional. 
Em 2019, seu livro de memórias Inside Out, foi publicado, e alcançou o primeiro lugar na lista de best-sellers de não ficção do The The New York Times. No mesmo ano, ela interpretou Lucy, uma CEO superficial no filme Corporate Animals.

### 2020—presente:A Substancia, Ressurgimento da carreira
Em 2020, Moore interpretou Piper Griffin, a matriarca de uma família poderosa no thriller com tema de pandemia produzido por Michael Bay, Songbird. Ela também teve um papel principal como Diana no podcast erótico da Amazon, Dirty Diana, onde ela também atuou como produtora. Moore estava entre as celebridades que fizeram aparições especiais modelando lingerie no desfile de moda Savage x Fenty Vol. 2 da Rihanna.
Em 2024, Moore atuou como a socialite Ann Woodward na série de antologia de Ryan Murphy, Feud: Capote vs. The Swans.  No mesmo ano, ela estrelou o filme de terror corporal, The Substance, onde interpreta uma estrela de televisão fitness que usa uma droga do mercado negro para se tornar mais jovem. O longa estreou no Festival de Cinema de Cannes, e a atuação de Moore foi aclamada pela crítica.
Pelo desempenho no filme, Demi Moore ganhou o Globo de Ouro de melhor atriz em filme de comedia/musical em 2025.

## Vida pessoal
Em 1979, aos 17 anos, Moore conheceu o músico Freddy Moore. Eles se casaram no final de 1980, e se divorciaram em 1985.
Em 1987 conheceu o ator Bruce Willis, e rompeu o noivado com o ator Emilio Estevez com a cerimônia de casamento marcada. Em novembro de 1987 casou-se com Bruce Willis, com quem tem três filhas: Rumer Glenn Willis (nascida em 1988), Scout Larue Willis (nascida em 1991) e Tallulah Belle Willis (nascida em 1994). Eles se tornaram um dos casais mais famosos de Hollywood durante a década de 1990.Eles anunciaram sua separação em 24 de junho de 1998, e se divorciaram em 18 de outubro de 2000. Apesar do divórcio, Moore mantém uma amizade próxima com Willis e sua atual esposa Emma Heming Willis, e ajuda ela e suas filhas a cuidar de Willis.
Em 2003, começou a namorar o ator Ashton Kutcher. Ele se casaram em 24 de setembro de 2005, e separaram-se em novembro de 2011, citando diferenças irreconciliáveis.
Moore afirma que sua boa saúde se deve a uma dieta vegana crua. De acordo com o The New York Times, Moore é "a colecionadora de bonecas mais famosa do mundo". Em um ponto, ela manteve uma residência separada para abrigar suas 2.000 bonecas.

## Filmografia

### Cinema
| Ano  | Título                                  | Papel                  |
| ---- | --------------------------------------- | ---------------------- |
| 1981 | Choices                                 | Corri                  |
| 1982 | Parasite                                | Patricia Welles        |
| 1982 | Young Doctors in Love                   | Nova estagiária        |
| 1984 | Blame It on Rio                         | Nicole Hollis          |
| 1984 | No Small Affair                         | Laura                  |
| 1985 | St. Elmo's Fire                         | Jules                  |
| 1986 | About Last Night...                     | Debbie                 |
| 1986 | One Crazy Summer                        | Cassandra Eldridge     |
| 1986 | Wisdom                                  | Karen Simmons          |
| 1988 | The Seventh Sign                        | Abby Quinn             |
| 1989 | The New Homeowner's Guide to Happiness  | Sandy Darden           |
| 1989 | We're No Angels                         | Molly                  |
| 1990 | Ghost                                   | Molly Jensen           |
| 1991 | Nothing but Trouble                     | Diane Lightson         |
| 1991 | Mortal Thoughts                         | Cynthia Kellogg        |
| 1991 | The Butcher's Wife                      | Marina Lemke           |
| 1992 | A Few Good Men                          | JoAnne Galloway        |
| 1993 | Indecent Proposal                       | Diana Murphy           |
| 1994 | Disclosure                              | Meredith Johnson       |
| 1995 | The Scarlet Letter                      | Hester Prynne          |
| 1995 | Now and Then                            | Samantha               |
| 1996 | The Juror                               | Annie                  |
| 1996 | The Hunchback of Notre Dame             | Esmeralda              |
| 1996 | Striptease                              | Erin Grant             |
| 1996 | Beavis and Butt-Head Do America         | Dallas                 |
| 1997 | Destination Anywhere: The Film          | Janie                  |
| 1997 | G.I. Jane                               | Jordan O'Neil          |
| 1997 | Deconstructing Harry                    | Helen                  |
| 2000 | Passion of Mind                         | Marie / Marty          |
| 2002 | The Hunchback of Notre Dame II          | Esmeralda              |
| 2003 | Charlie's Angels: Full Throttle         | Madison Lee            |
| 2006 | Half Light                              | Rachel Carlson         |
| 2006 | Bobby                                   | Virginia               |
| 2007 | Mr. Brooks                              | Tracy Atwood           |
| 2007 | Flawless                                | Laura                  |
| 2009 | Happy Tears                             | Laura                  |
| 2009 | The Joneses                             | Kate Jones             |
| 2010 | Bunraku                                 | Alexandra              |
| 2011 | Another Happy Day                       | Patty                  |
| 2011 | Margin Call                             | Sarah Robertson        |
| 2012 | LOL                                     | Anne                   |
| 2013 | Very Good Girls                         | Kate                   |
| 2015 | Forsaken                                | Mary Alice Watson      |
| 2016 | Wild Oats                               | Crystal                |
| 2016 | Blind                                   | Suzanne Dutchman       |
| 2017 | Rough Night                             | Lea                    |
| 2018 | Love Sonia                              | Selma                  |
| 2019 | Corporate Animals                       | Lucy                   |
| 2020 | Songbird                                | Piper Griffin          |
| 2022 | Please Baby Please                      | Maureen                |
| 2022 | The Unbearable Weight of Massive Talent | Atriz de cinema Olivia |
| 2024 | The Substance                           | Elizabeth Sparkle      |

### Televisão
| Ano       | Título                     | Papel                 | Notas                                |
| --------- | -------------------------- | --------------------- | ------------------------------------ |
| 1982–1983 | General Hospital           | Jackie Templeton      | 84 episódios                         |
| 1984      | The Master                 | Holly Trumbull        | Episódio: "Max"                      |
| 1984      | Bedrooms                   | Nancy                 | Telefilme                            |
| 1989      | Moonlighting               | Mulher no elevador    | Episódio: "When Girls Collide"       |
| 1990      | Tales from the Crypt       | Cathy Marno           | Episódio: "Dead Right"               |
| 1996      | If These Walls Could Talk  | Claire Donnelly       | Telefilme                            |
| 1997      | Ellen                      | Senhora da Amostra    | Episódio: "The Puppy Episode"        |
| 2003      | Will & Grace               | Sissy Palmer-Ginsburg | Episódio: "Women and Children First" |
| 2017-2018 | Empire                     | Claudia               | 7 episódios                          |
| 2018      | Animals.                   | General               | 5 episódios                          |
| 2020      | Brave New World            | Linda                 | 3 episódios                          |
| 2024      | Feud: Capote vs. The Swans | Ann Woodward          | 8 episódios                          |
| 2024-2025 | Landman                    | Cami Miller           | 10 episódios                         |

### Video game
| Ano  | Título                                                   | Papel     |
| ---- | -------------------------------------------------------- | --------- |
| 1996 | Disney's Animated Storybook: The Hunchback of Notre Dame | Esmeralda |

## Prêmios e Indicações
| Ano  | Título                          | Prêmio                                            | Categoria                                                                               | Resultado |
| ---- | ------------------------------- | ------------------------------------------------- | --------------------------------------------------------------------------------------- | --------- |
| 1991 | Ghost                           | Globo de Ouro                                     | Melhor Atriz em Cinema - Comédia ou Musical                                             | Indicada  |
| 1991 | Ghost                           | Saturn Award                                      | Melhor Atriz                                                                            | Venceu    |
| 1991 | The Butcher's Wife              | Golden Raspberry Award                            | Pior Atriz                                                                              | Indicado  |
| 1992 | Nothing But Trouble             | Golden Raspberry Award                            | Pior Atriz                                                                              | Indicada  |
| 1993 | A Few Good Men                  | MTV Movie + TV Award                              | Melhor Performance Feminina                                                             | Indicada  |
| 1993 | A Few Good Men                  | People's Choice Award                             | Atriz de Cinema Favorita                                                                | Indicada  |
| 1993 | A Few Good Men                  | People's Choice Award                             | Atriz de Cinema de Drama Favorita                                                       | Venceu    |
| 1993 | Indecent Proposal               | Golden Raspberry Award                            | Pior Atriz                                                                              | Indicada  |
| 1993 | Indecent Proposal               | MTV Movie + TV Award                              | Melhor Performance Feminina                                                             | Indicada  |
| 1993 | Indecent Proposal               | MTV Movie + TV Award                              | Mulher Mais Desejável                                                                   | Indicada  |
| 1993 | Indecent Proposal               | MTV Movie + TV Award                              | Melhor Beijo (com Woody Harrelson)                                                      | Venceu    |
| 1994 | Disclosure                      | MTV Movie + TV Award                              | Melhor Vilã                                                                             | Indicada  |
| 1995 | The Scarlet Letter              | ShoWest Convention Award                          | Estrela Feminina do Ano                                                                 | Venceu    |
| 1995 | The Scarlet Letter              | The Stinkers Bad Movie Award                      | Pior Atriz                                                                              | Indicada  |
| 1996 | The Hunchback of Notre Dame     | Annie Award                                       | Melhor Realização Individual - Atuação de Voz                                           | Indicada  |
| 1996 | The Scarlet Letter              | Golden Raspberry Award                            | Pior Atriz                                                                              | Indicada  |
| 1996 | The Scarlet Letter              | Golden Raspberry Award                            | Pior Casal em Tela (com Gary Oldman)                                                    | Indicada  |
| 1996 | The Scarlet Letter              | MTV Movie + TV Award                              | Mulher mais Desejável                                                                   | Indicada  |
| 1996 | The Scarlet Letter              | People's Choice Award                             | Atriz de Filme de Drama Favorita                                                        | Venceu    |
| 1996 | The Juror Striptease            | The Stinkers Bad Movie Award                      | Pior Atriz                                                                              | Indicada  |
| 1997 | If These Walls Could Talk       | Globo de Ouro                                     | Melhor Atriz em Minissérie ou Filme Feito para Televisão                                | Indicada  |
| 1997 | If These Walls Could Talk       | Globo de Ouro                                     | Melhor Minissérie ou Filme para Televisão                                               | Indicado  |
| 1997 | If These Walls Could Talk       | Emmy Awards                                       | Melhor Filme Feito para Televisão                                                       | Indicado  |
| 1997 | The Juror Striptease            | Golden Raspberry Award                            | Pior Atriz                                                                              | Venceu    |
| 1997 | Striptease                      | Golden Raspberry Award                            | Pior Casal em Tela (com Burt Reynolds)                                                  | Venceu    |
| 1997 | Striptease                      | Yoga Award                                        | Pior Atriz Estrangeira                                                                  | Venceu    |
| 1998 | G.I. Jane                       | Golden Raspberry Award                            | Pior Atriz                                                                              | Venceu    |
| 1998 | G.I. Jane                       | MTV Movie + TV Award                              | Melhor Luta (com Viggo Mortensen)                                                       | Indicada  |
| 2001 | Passion of Mind                 | Golden Raspberry Award                            | Pior Atriz                                                                              | Indicada  |
| 2003 | The Hunchback of Notre Dame II  | DVD Exclusive Award                               | Best Animated Character Performance                                                     | Indicada  |
| 2004 | Charlie's Angels: Full Throttle | Golden Raspberry Award                            | Pior Atriz Coadjuvante                                                                  | Venceu    |
| 2004 | Charlie's Angels: Full Throttle | MTV Movie + TV Award                              | Melhor Vilã                                                                             | Indicada  |
| 2004 | Charlie's Angels: Full Throttle | MTV Movie Award Mexico                            | Vilã Mais Sexy                                                                          | Venceu    |
| 2006 | Bobby                           | Hollywood Film Festival Award                     | Elenco do Ano                                                                           | Venceu    |
| 2007 | Bobby                           | Critics' Choice Movie Award                       | Melhor Elenco                                                                           | Indicada  |
| 2007 | Bobby                           | SAG Awards                                        | Melhor Elenco em Cinema                                                                 | Indicada  |
| 2011 | Margin Call                     | Gotham Award                                      | Melhor Performance de Elenco                                                            | Indicada  |
| 2011 | Margin Call                     | Phoenix Film Critics Society Award                | Melhor Atuação em Conjunto                                                              | Indicada  |
| 2011 | Margin Call                     | Central Ohio Film Critics Association Award       | Melhor Elenco                                                                           | Indicada  |
| 2012 | Five                            | Directors Guild Award                             | Melhor diretor em filmes para televisão/minisséries                                     | Indicada  |
| 2012 | Margin Call                     | Independent Spirit Award                          | Melhor Elenco                                                                           | Venceu    |
| 2018 | Ela Mesma                       | Visionary Woman Award                             | Mulher Visionária                                                                       | Venceu    |
| 2024 | Ela Mesma                       | Festival Internacional de Cinema de Hamptons      | Prêmio de Realização de Carreira em Atuação                                             | Honrada   |
| 2024 | The Substance                   | Savannah Film Festival                            | Icon Award                                                                              | Honrada   |
| 2024 | The Substance                   | SFFILM                                            | Prêmio Maria Manetti de atuação                                                         | Honrada   |
| 2024 | The Substance                   | Gotham Awards                                     | Melhor Performance Protagonista                                                         | Indicado  |
| 2024 | The Substance                   | Astra Film Awards                                 | Melhor Atriz                                                                            | Indicado  |
| 2024 | The Substance                   | Austin Film Critics Association                   | Melhor Atriz                                                                            | Indicado  |
| 2024 | The Substance                   | Los Angeles Film Critics Association              | Melhor Performance Protagonista                                                         | 2° lugar  |
| 2024 | The Substance                   | Chicago Film Critics Association                  | Melhor Atriz                                                                            | Indicado  |
| 2024 | The Substance                   | Dallas–Fort Worth Film Critics Association Awards | Melhor Atriz                                                                            | 2° lugar  |
| 2024 | The Substance                   | New York Film Critics Online                      | Melhor Atriz                                                                            | 2° lugar  |
| 2024 | The Substance                   | Philadelphia Film Critics Circle                  | Melhor Atriz                                                                            | 2° lugar  |
| 2024 | The Substance                   | Greater Western New York Film Critics Association | Melhor Atriz                                                                            | Indicado  |
| 2024 | The Substance                   | Columbus Film Critics Association                 | Melhor Performance Protagonista                                                         | Venceu    |
| 2024 | The Substance                   | Toronto Film Critics Association                  | Melhor Performance Protagonista                                                         | 2° lugar  |
| 2024 | The Substance                   | Dublin Film Critics' Circle                       | Melhor Atriz                                                                            | 2° lugar  |
| 2024 | The Substance                   | Indiana Film Journalists Association Awards       | Melhor Performance Protagonista                                                         | Venceu    |
| 2024 | The Substance                   | IndieWire Critics Poll                            | Melhor Atriz                                                                            | 4° lugar  |
| 2024 | The Substance                   | Kansas City Film Critics Circle Award             | Melhor Atriz                                                                            | Venceu    |
| 2024 | The Substance                   | Michigan Movie Critics Guild                      | Melhor Atriz                                                                            | Indicado  |
| 2024 | The Substance                   | North Carolina Film Critics Association           | Melhor Atriz                                                                            | Indicado  |
| 2024 | The Substance                   | North Texas Film Critics Association              | Melhor Atriz                                                                            | Indicado  |
| 2024 | The Substance                   | Online Association of Female Film Critics         | Melhor Atriz                                                                            | Venceu    |
| 2024 | The Substance                   | Phoenix Critics Circle                            | Melhor Atriz                                                                            | Indicado  |
| 2024 | The Substance                   | San Francisco Bay Area Film Critics Circle        | Melhor Atriz                                                                            | Indicado  |
| 2024 | The Substance                   | Seattle Film Critics Society Awards               | Melhor Atriz                                                                            | Indicado  |
| 2024 | The Substance                   | San Diego Film Critics Society                    | Melhor Atriz                                                                            | Indicado  |
| 2024 | The Substance                   | Southern Eastern Film Critics Association         | Melhor Atriz                                                                            | 2° lugar  |
| 2024 | The Substance                   | St. Louis Film Critics Association                | Melhor Atriz                                                                            | Indicado  |
| 2024 | The Substance                   | Utah Film Critics Association                     | Melhor Atriz                                                                            | Venceu    |
| 2024 | The Substance                   | Utah Film Critics Association                     | Prêmio Vice/Martin por Performance em um filme de Ficção Científica, Fantasia ou Terror | 2° lugar  |
| 2024 | The Substance                   | UK Film Critics Association                       | Melhor Atriz                                                                            | Venceu    |
| 2024 | The Substance                   | Washington D.C. Area Film Critics Association     | Melhor Atriz                                                                            | Indicado  |
| 2025 | The Substance                   | Oscar                                             | Melhor Atriz                                                                            | Indicado  |
| 2025 | The Substance                   | AARP Movies for Grownups Awards                   | Melhor Atriz                                                                            | Venceu    |
| 2025 | The Substance                   | Alliance of Women Film Journalists Awards         | Melhor Atriz                                                                            | Indicado  |
| 2025 | The Substance                   | DiscussingFilm Critics Awards                     | Melhor Atriz                                                                            | 2° lugar  |
| 2025 | The Substance                   | Globo de Ouro                                     | Melhor Atriz em Cinema - Comédia ou Musical                                             | Venceu    |
| 2025 | The Substance                   | Critics' Choice Awards                            | Melhor Atriz                                                                            | Venceu    |
| 2025 | The Substance                   | BAFTA                                             | Melhor Atriz                                                                            | Indicado  |
| 2025 | The Substance                   | Georgia Film Critics Association                  | Melhor Atriz                                                                            | Indicado  |
| 2025 | The Substance                   | Minnesota Film Critics Association                | Melhor Atriz                                                                            | Venceu    |
| 2025 | The Substance                   | Music City Film Critics’ Association Award        | Melhor Atriz                                                                            | Venceu    |
| 2025 | The Substance                   | North American Film Critic Association            | Melhor Atriz                                                                            | Venceu    |
| 2025 | The Substance                   | Oklahoma Film Critics Circle                      | Melhor Atriz                                                                            | 2° lugar  |
| 2025 | The Substance                   | Independent Spirit Awards                         | Melhor Performance Protagonista                                                         | Indicado  |
| 2025 | The Substance                   | London Film Critics' Circle                       | Atriz do ano                                                                            | Indicado  |
| 2025 | The Substance                   | Puerto Rico Critics Association                   | Melhor Atriz                                                                            | Venceu    |
| 2025 | The Substance                   | SAG Awards                                        | Melhor Atriz Principal                                                                  | Venceu    |
| 2025 | The Substance                   | Satellite Awards                                  | Melhor Atriz em Cinema - Comédia ou Musical                                             | Venceu    |
| 2025 | The Substance                   | Saturn Awards                                     | Melhor Atriz                                                                            | Venceu    |